# Capilla de la Caridad del Hospital Maciel
La capilla de la Caridad, más conocida como capilla del Hospital Maciel, es un capilla católica de Montevideo.
Es dirigida por las Hermanas Hospitalarias del Sagrado Corazón de Jesús, es parte del hospital Maciel.

### Imágenes veneradas
- Nuestra Señora de la Misericordia (altar mayor)
- Nuestra Señora del Carmen
- Nuestra Señora del Rosario
- Nuestra Señora de los Dolores
- Cristo
- San Antonio
- San Francisco de Paula
- San Eloy (santo patrono de los trabajadores metalúrgicos, que donaron la imagen).[3]

En 1825 la capilla fue visitada por el conde Giovanni Maria Mastai-Ferretti, el futuro Papa Pío IX.